# Paris Bordone
Paris Bordone (5. červenec 1500 Treviso – 19. leden 1571 Benátky), plným jménem Paris Paschalinus Bordon, byl italský malíř působící v Benátkách na přechodu vrcholné renesance a manýrismu. Patřil k nejlepším Tizianovým žákům. Jeho tvorbu ovlivnili Lorenzo Lotto a Pordenone. Pracoval nejen pro benátské objednavatele a pro města v oblasti Benátska, ale i pro francouzského krále Františka I., rodinu Fuggerů a později i pro Marii Rakouskou. Vedle náboženských a mytologických obrazů byl oblíben i pro malbu obrazů s erotickou atmosférou, tolik typickou pro období manýrismu.

## Životopisná data
Paris Bordone se narodil v rodině treviského sedláře Giovanniho a jeho benátské manželky Angeliky v roce 1500 a 5. července téhož roku byl v Trevisu pokřtěn. Po smrti otce, ještě jako chlapec, se s matkou přestěhovaly do Benátek. Asi dva roky byl v Benátkách učněm v Tiziánově dílně, kterou asi v roce 1516 opustil, aby se o dva roky později stal samostatným malířem. V roce 1523 došlo k vážné roztržce mezi Bordonem a Tizianem, kdy Bordone získal první větší zakázku na oltářní obraz pro benátský minoritský kostel San Niccolò, kterou mu Tizian intrikami překazil. Vznikla tak trvalá roztržka mezi oběma malíři, která způsobila, že Bordone nebyl v Benátkách považován za vynikajícího malíře.

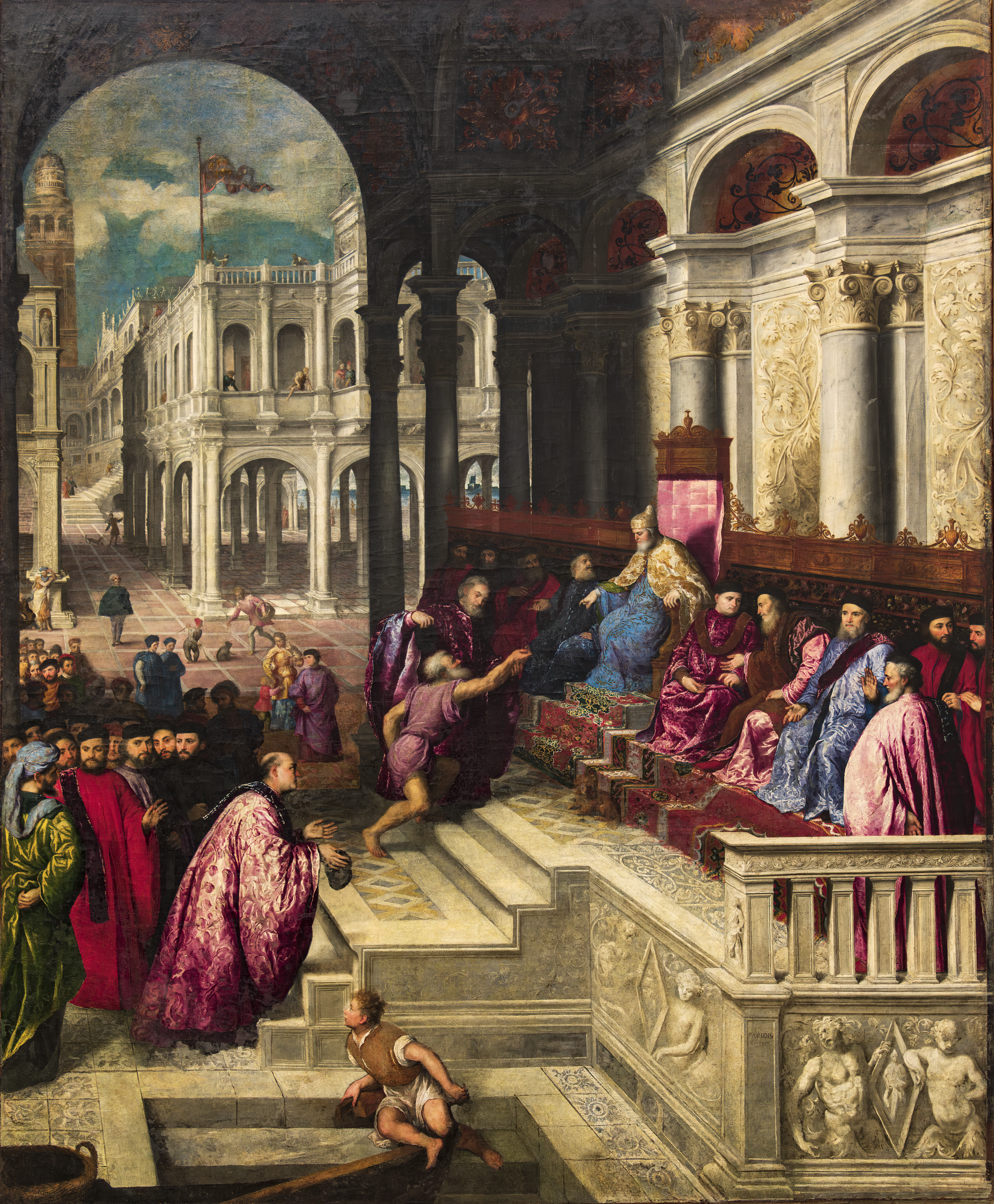
Rybář předává dóžeti prsten sv. Marka (1533/45, Gallerie dell´Accademia, Benátky, Itálie)

Bordonův talent však dokládal obraz s historickým námětem Rybář předává dóžeti prsten sv. Marka pro Scuola Grande di San Marco. Rozměrné plátno zmiňované v letech 1533/35 však bylo dokončeno až krátce před rokem 1545. V roce 1538 byl Bordone pozván francouzským králem Františkem I. na jeho dvůr ve Fontainebleau. Zde se setkal s dalšími italskými malíři pracujícími pro krále jako byl Francesco Primaticcio (1504/05–1570) nebo Rosso Fiorentino (1494–1540). Teprve stykem s těmito malíři působícími na francouzském dvoře se malířův styl oprostil od Tizianova vlivu. Na konci 40. let 16. století odešel do Bavorska, kde v Augsburgu pracoval pro rodinu Fuggerů. Krátce po návratu z Bavorska vyzdobil stěny kostela San Simone e Guida Taddeo ve Vallada Agordina krásnými freskami. Později pracoval pro Marii Rakouskou nebo pro kardinála Granvella. V častých cestách pokračoval i v 50. letech. Tehdy se přiblížil francouzskému vkusu, což dokládá rozměrné plátno nazvané Boj gladiátorů (asi 1560; dnes ve vídeňském Uměleckohistorickém muzeu). Teprve od 60. let 16. století se Bordone natrvalo usadil v Benátkách, přestože zde přednostně pracoval na objednávkách pro různé instituce v blízkém Trevisu a Vicenze. Paris Bordone zemřel v Benátkách 19. ledna 1571.

## Umělecká tvorba

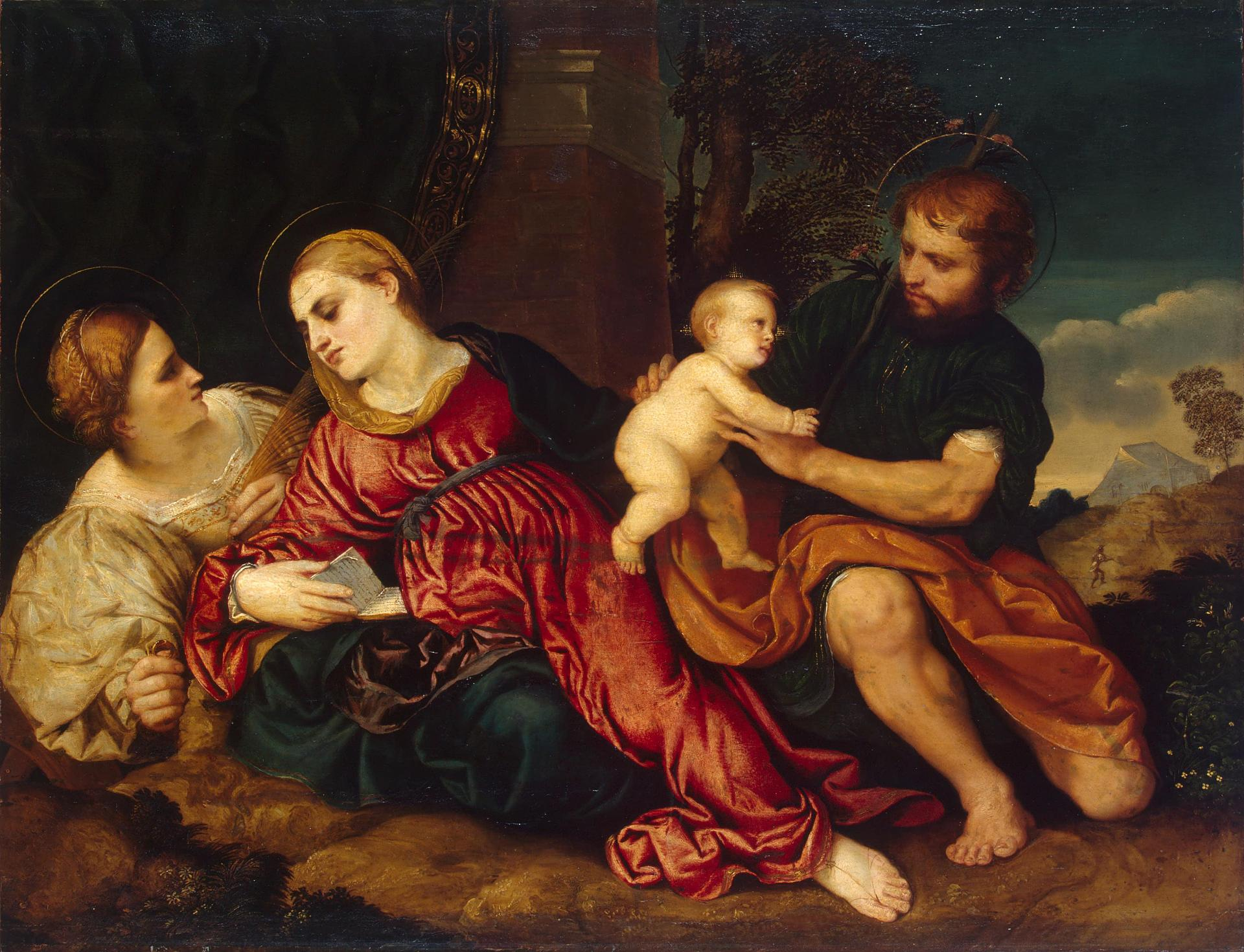
Svatá rodina se sv. Kateřinou (1520!22, Ermitáž, Petrohrad, Rusko)

Z Bordoneho tvorby se dochovaly četné oltářní obrazy a obrazy s mytologickou tematikou. Vytvořil i mnoho portrétů známých i neznámých osobností. Řada těchto prací je sice signována, nikoliv však datována. Jen tři obrazy jsou signované a současně i datované. Je to Mužský portrét z roku 1532 (Lichtenštejnská sbírka, Vaduz), Portrét Girolama Croffta z roku 1540 (Louvre, Paříž) a Batšeba u kašny z roku 1552 (Kunsthalle, Hamburk).
Historici umění dokládají, že první malířská díla Parise Bordona pocházejí z období krátce po roce 1520. Příkladem toho může být olejomalba Svatá rodina se sv. Kateřinou z let 1520–1522 (dnes Ermitáž, Petrohrad, Rusko). Zlatistý tón obrazu připomíná poučení na náboženských obrazech benátského malíře Palmy il Vecchio (1480–1528). Podobného poučení se malíři dostalo studiem portrétů, které do té doby namaloval Lorenzo Lotto (1480/82–1556). Bordone však ve svých portrétech dával přednost malbě polopostav, kterým vtiskoval velkou výrazovou intimitu zračící se v jejich tvářích. Další podněty přišly od benátského malíře Pordenoneho (1483/84–1539), které do Bordonovy malby vnesly snahu vytvářet monumentální obrazové kompozice.

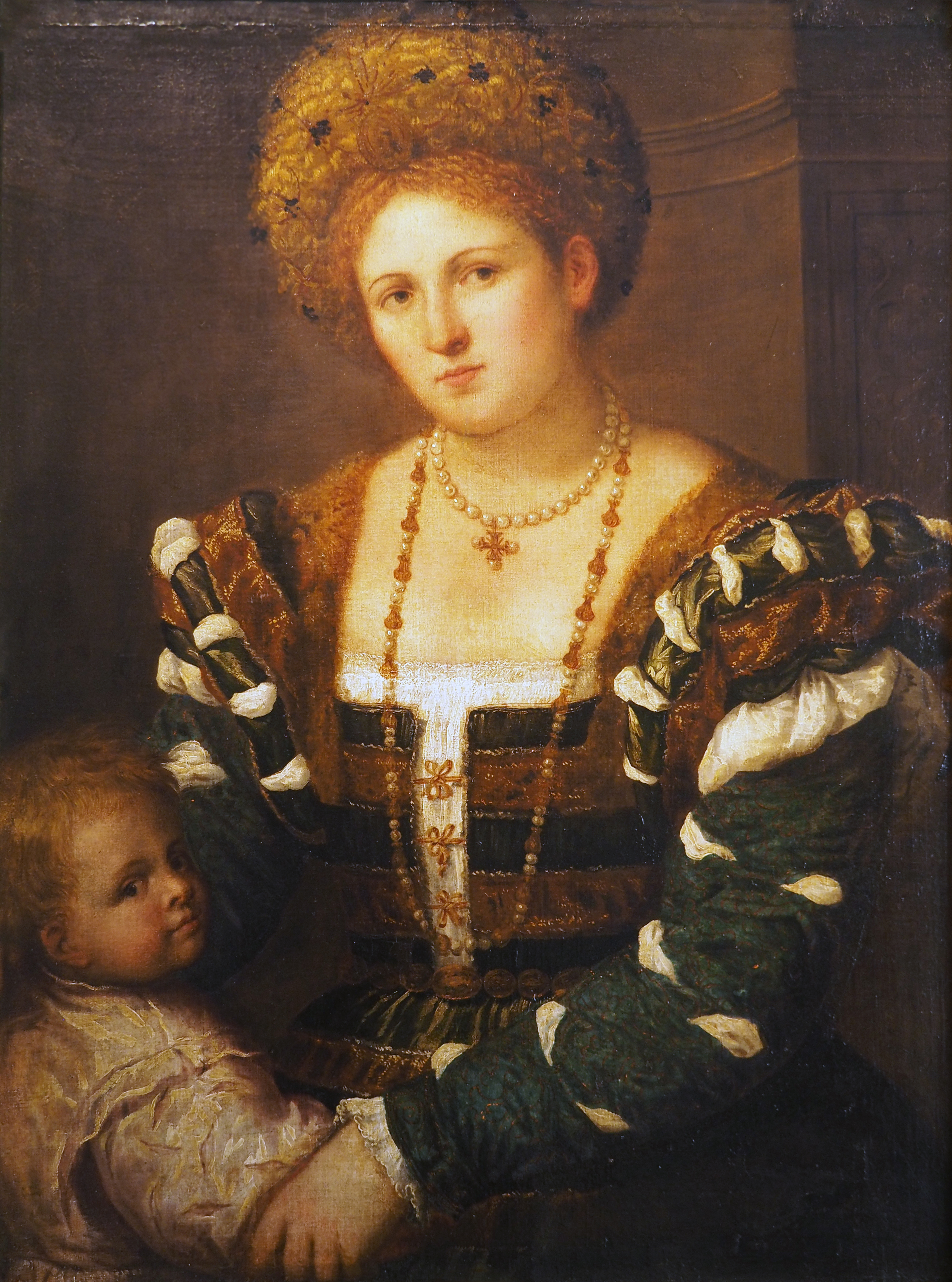
Portrét dámy se synem (1530/40, Ermitáž, Petrohrad, Rusko)

V letech 1525 a 1526 malíř vytvořil oltířní obraz pro kostel Sant´Agostino v Crema. Druhý oltář určený pro toto město je nyní v galerii Brera. V těchto letech vznikl i Bordonův obraz Madona se sv. Kryštofem a sv. Jiřím (dnes Palazzo Tadini Collection, Lovere, Itálie). Poté následovala řada objednávek na freskovou výzdobu kostelů a paláců nejen v Benátkách, ale i v Trevisu a ve Vicenze. Žádná z těchto fresek se však nedochovala do současnosti. Nedochovaly se ani žádné obrazy, především portréty, které Bordone namaloval během svého pobytu ve Francii. Tento pobyt mu umožnil seznámit se s manýristickou malbou první Fontaineubleauské malířské školy, která se vyznačovala stylizací lidské postavy, stejně jako arteficiálností a elegancí námětu. Zůstává však nezodpovězenou otázkou, zda tyto malířem použité manýristické prvky mají zdroj v přímém styku s malíři této školy nebo s jejich kresbami či seznámením se s tvorbou francouzských (např. François Clouet, 1510–1572) a vlámských malířů (např. Joos van Cleve, 1465–1540) té doby. Tyto manýristické prvky se v malířových dílech plně projevily až v 50. letech 16. století, kdy měl podruhé navštívit Francii. Svědčí o tom i rostoucí malířův zájem o erotické náměty. Dokladem toho mohou být tři obrazy: Venuše a Flóra z Kunstkomory Rudolfa II. (nyní v Ermitáži v Petrohradu), dále Batšeba u kašny z roku 1552 (dnes Kunsthalle, Hamburk, Německo) a především obraz Spící Venuše s kupidem (po roce 1540; dnes palác a muzeum Ca´ d´Oro, Benátky), který je reminiscencí stejnojmenného Giorgionova obrazu z roku 1510.
V českých sbírkách zůstávají jen dva obrazy, které historici umění s definitivní platností připsali Paris Bordonemu. Je to Podobizna hudebníka nacházející se v Obrazárně Pražského hradu a obraz Mrtvý Kristus oplakávaný anděly ve sbírkách Moravské galerie v Brně.

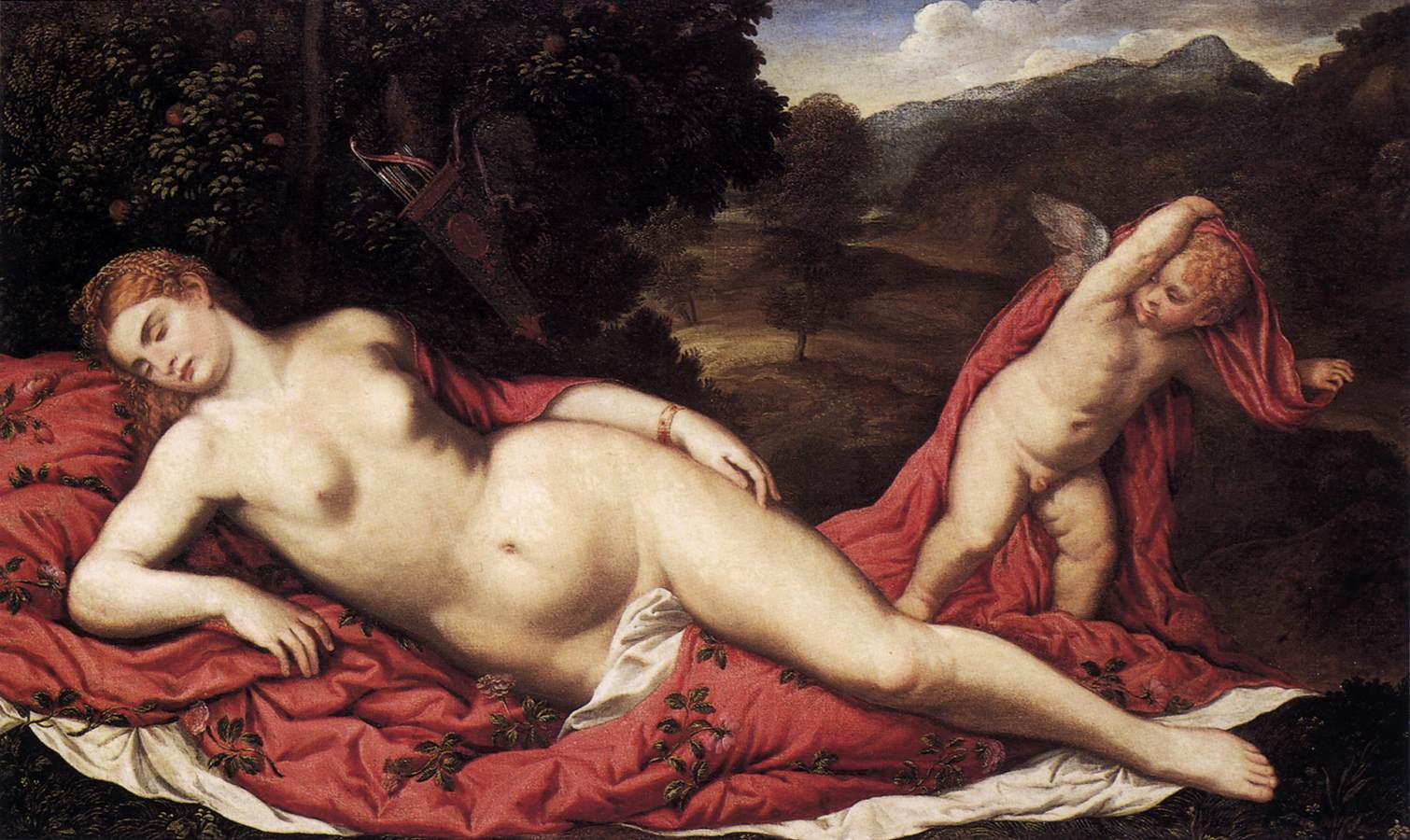
Spící Venuše s kupidem (po 1540, palác a muzeum Ca´ d´Oro, Benátky)

Batšeba u kašny (1552, Kunsthalle, Hamburk, Německo)

## Umělecko-historický význam díla Parise Bordona
Paris Bordone patřil k nejlepším Tizianovým žákům, přesto však nebyl v Benátkách uznávaným malířem. Jeho podobizny vycházely z podobných obrazů Lorenza Lotta a jeho snaha po monumentální malbě vykazovala poučení z tvorby Pordenoneho. Bordone vyměnil klasický benátský kolorit za mocnější a dramatičtější kolorit zlatistých barevných odstínů, který mu umožnil bohatší a smyslovější zpodobnění skutečnosti. Jeho osobní styk s malíři fontainebleauské školy vedl k proměně jeho malby směrem k manýrismu.